# Ljubansee
Der Ljubansee (belarussisch возера Любань, russisch озеро Любань) ist ein See in Belarus in der Breszkaja Woblasz im Rajon Kobryn.
Der See liegt in der Nähe der Ortschaft Dsiwin (3 km nordöstlich) im gleichnamigen Selsawet. Die Fläche beträgt 1,83 km², die Länge 2,2 km, die maximale Breite 1,4 km.